# Pískovna Erika
Pískovna Erika je evropsky významná lokalita vyhlášená v roce 2004 a od roku 2018 chráněná jako národní přírodní památka. Lokalita je zahrnuta do soustavy Natura 2000. Pískovna leží v okrese Sokolov v Karlovarském kraji, na území Geoparku Egeria, který je součástí Česko - bavorského geoparku. Předmětem ochrany je výskyt čolka velkého (Triturus cristatus).

## Charakteristika oblasti

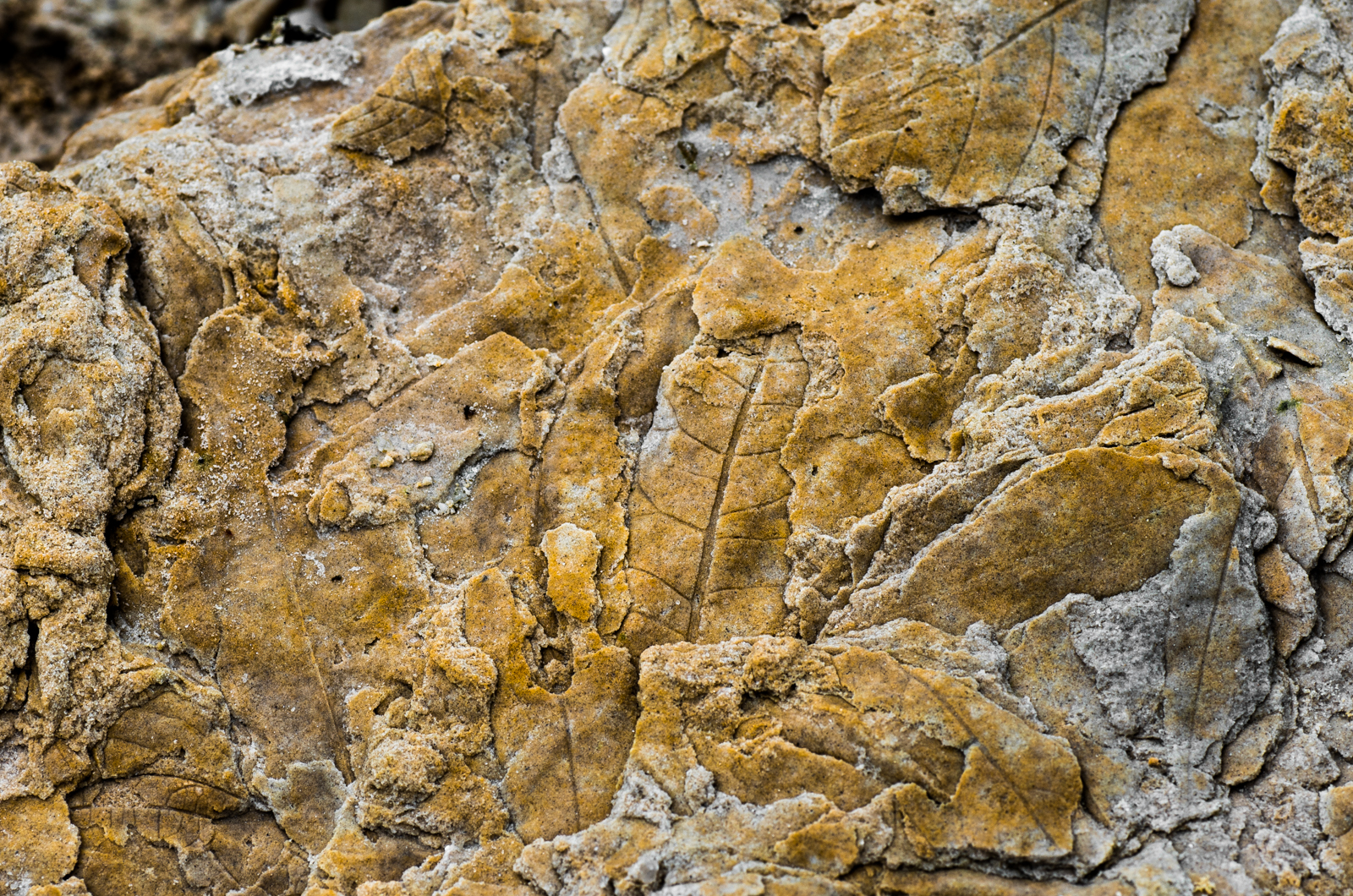
Zkamenělé listy v pískovci

Dle geomorfologického členění leží pískovna Erika v okrsku Krajkovská pahorkatina v podcelku  Klínovecká hornatina v jihozápadní části Krušných hor. Z pohledu geologických poměrů náleží k Sokolovské pánvi. Lokalita se nachází přibližně 1,5 km západně od obce Lomnice, 2,5 km severozápadně od obce Svatavy, vlevo od silnice Sokolov–Svatava–Jindřichovice, v katastrálních územích Lomnice u Sokolova, Svatava, Týn u Lomnice.

### Geologie
Z geologického hlediska je území nejlépe odkrytým profilem starosedelského souvrství v Sokolovské pánvi. V pískovně jsou dobré podmínky pro sledování různých druhů vrstevnatosti a struktur sedimentárních hornin, ze kterých lze vyčíst jejich vznik.

### Paleontologická lokalita
Pískovna má velký paleontologický význam, je místem výskytu terciérních (třetihorních) zkamenělin, především listů subtropických stromů. Představuje sondu do Starosedelského souvrství, nejstaršího terciérního souvrství v Sokolovské pánvi, svrchně eocenního stáří, s možným přesahem do nejspodnějšího oligocénu. Výplň souvrství je tvořena převážně kaolinitickými jíly, písky, pískovci, štěrky a slepenci, které dosahují mocnosti okolo 40 m. Sedimentace probíhala ukládáním z říčních toků, které se vlévaly do mělkých jezer. K uložení většiny sedimentů došlo už před koncem eocénu. V těchto vrstvách nalezneme četné zkameněliny eocenní flóry stálezelených pralesů subtropického pásma, které jsou známé již od 18. století. Nálezy pocházejí hlavně z pískovců a křemenců.
V dubnu 2017 navrhlo Ministerstvo životního prostředí vyhlášení lokality Národní přírodní památkou.
S účinností od 1. května 2018 byla lokalita vyhlášena Národní přírodní památkou.

## Život vpískovně

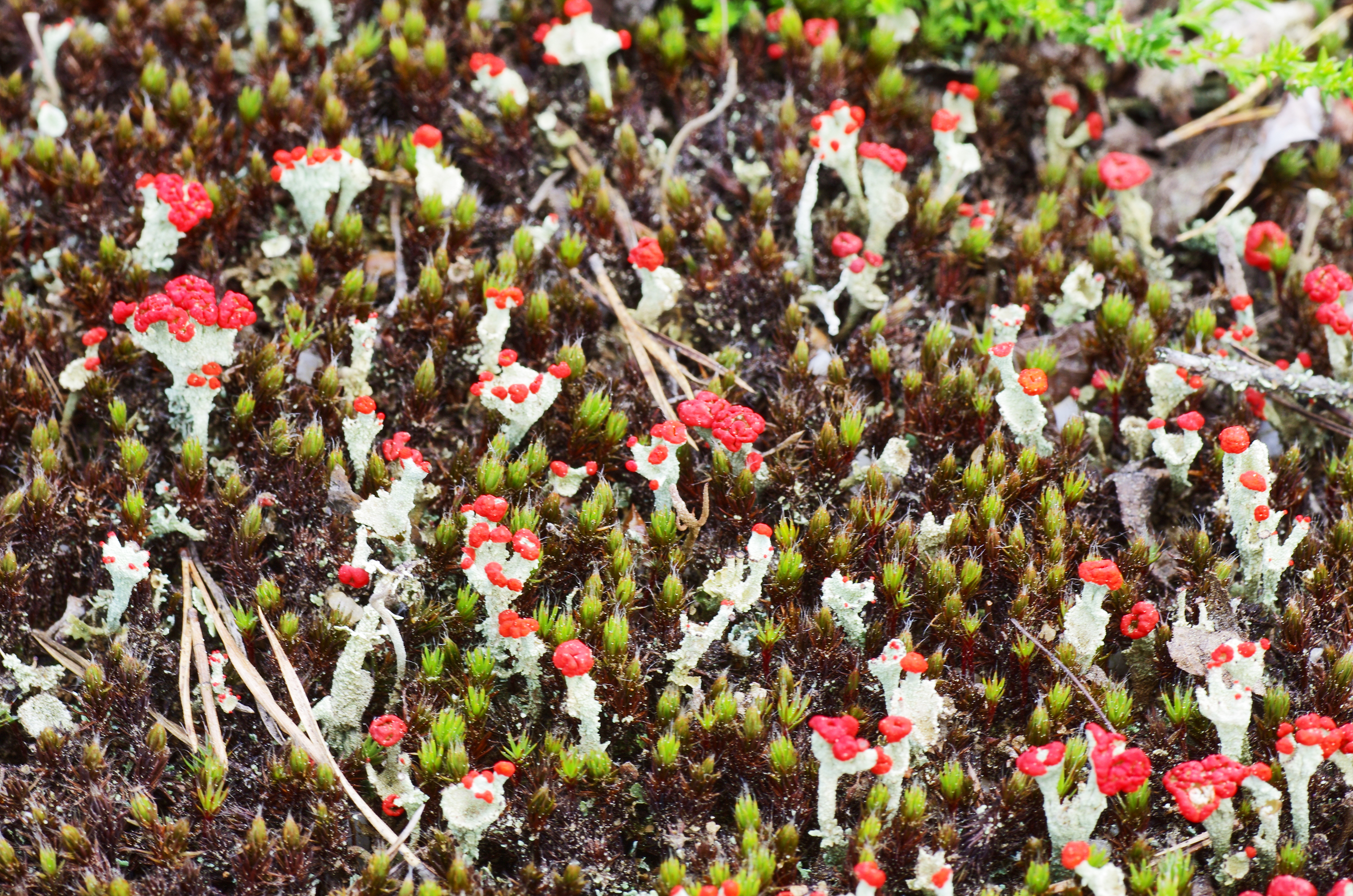
Dutohlávky

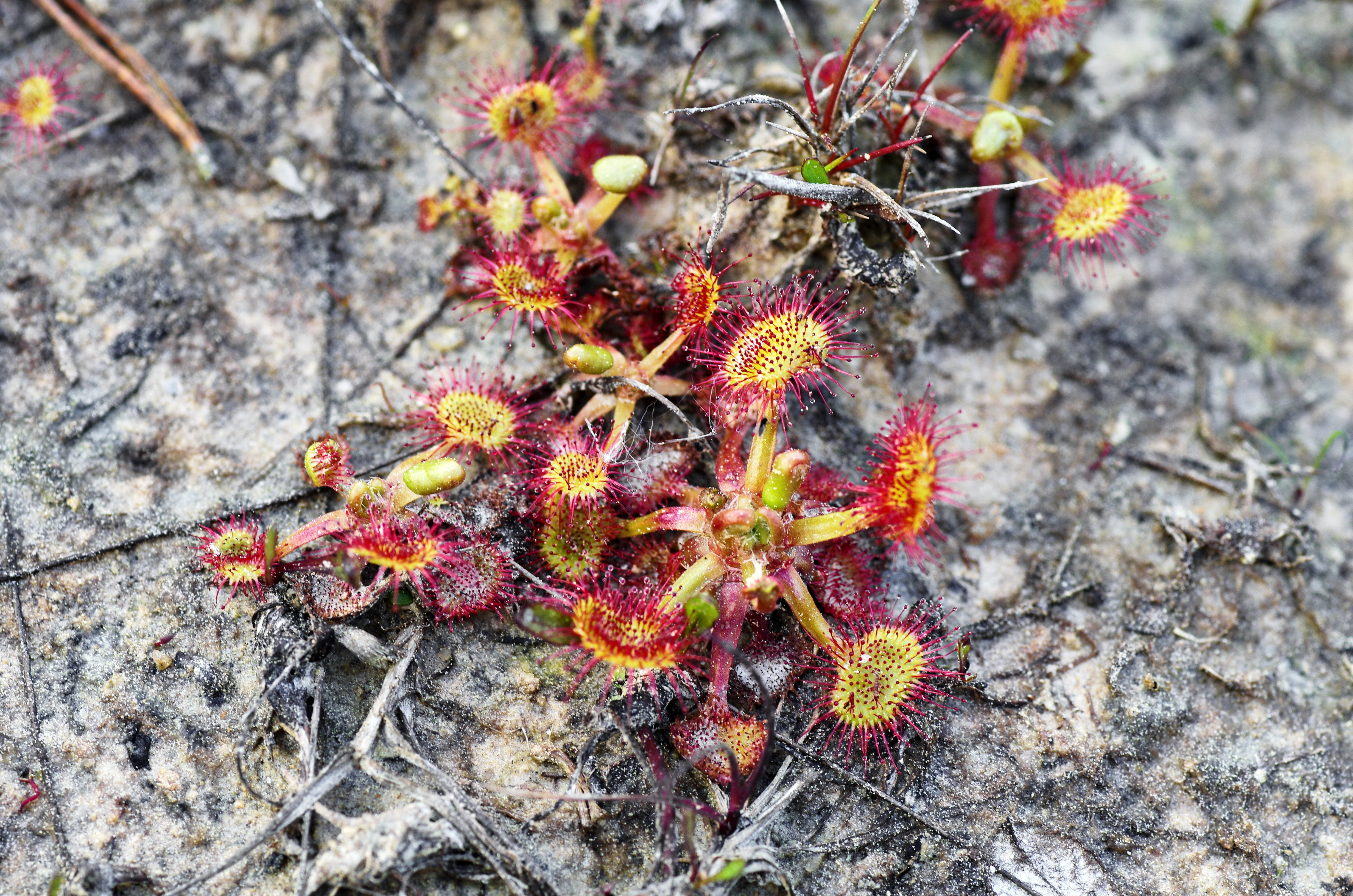
Rosnatka okrouhlolistá v květnu 2024

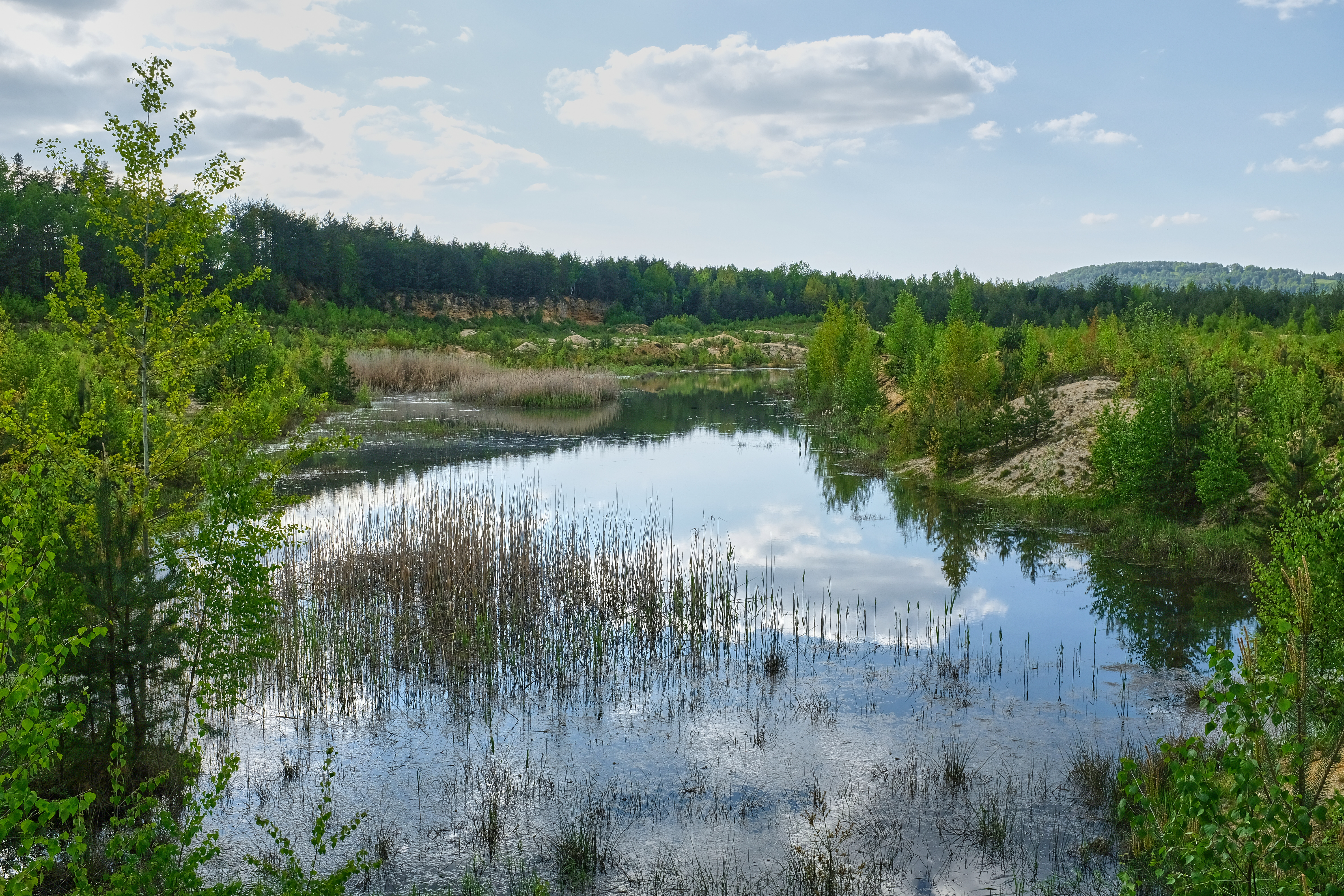
Jezírko v pískovně v květnu 2024

V opuštěné pískovně se vytvořilo velmi zajímavé prostředí s menšími vodními plochami, které vyhledávají především obojživelníci. Vyskytují se zde skokani (Rana sp.), rosnička zelená (Hyla arborea), ropucha krátkonohá (Epidalea calamita, starší název Bufo calamita), čolek obecný (Lissotriton vulgaris) a čolek velký (Triturus cristatus). Od května do srpna zde sídlí kolonie břehulí říčních (Riparia riparia), které si hloubí nory ve stěně lomu.
Pískovna Erika je na Sokolovsku také velmi významnou vážkovou lokalitou. Zatím zde byl potvrzen výskyt téměř třiceti (26) druhů vážek. Mimo jiné kriticky ohrožené druhy šídlatka kroužkovaná (Sympecma paedisca) a vážka jasnoskvrnná (Leucorrhinia pectoralis), ohrožená vážka žlutoskvrnná (Orthetrum coerulescens) a zranitelné druhy šídlatka zelená (Lestes virens) a vážka čárkovaná (Leucorrhinia dubia).
V roce 2009 bylo v pískovně nalezeno několik rostlin plavuňky zaplavované (Lycopodiella inundata), která patří v Česku mezi silně ohrožené rostliny. V průběhu let se rozrostla na minimálně čtyřech lokalitách na ploše až desítek metrů čtverečních, na každé v dosti vysoké pokryvnosti. Ve stejné době jako u výskytu plavuňky se kolem jedné tůňky na vlhkých písečných březích objevilo několik rostlin rosnatky okrouhlolisté (Drosera rotundifolia) a její populace se postupně rozšiřovala. Nejprve rostla kolem tůňky, později se objevovala i jinde a začala se rozrůstat na několika plošně velkých místech u tůní, obdobně jako plavuňka. Pokryvnost rosnatky na některých místech přesahuje 80%. Celkově zde rostou desítky tisíc rostlin, které kvetou a plodí.